# 金開山龍
金開山 龍（きんかいやま りゅう、1976年1月7日 - ）は、長崎県大村市出身で出羽海部屋に所属した元大相撲力士。本名は松山 龍水（まつやま りゅうすい）。旧名は金 龍水（キム・ヨンス）。現役時体格は身長183cm、体重163kg。最高位は東前頭6枚目（2003年11月場所）。得意手は右四つ、寄り。現在は年寄・高崎。

## 来歴
1991年3月場所初土俵。同期に千代天山、春日錦らがいる。
早くから期待され、1998年1月場所には十両に昇進した。新十両の場所で12勝3敗の成績で十両優勝。その勢いで勝ち越しを続け同年7月場所新入幕を果たした。しかし、立合いが遅く相手に組まれる相撲が多く幕内に定着することが出来ず、長く十両と幕内を往復した（6回）。1999年7月場所で2回目の十両優勝、2000年11月場所で3回目の十両優勝。
1999年7月場所は出羽海部屋の部屋出身力士の幕内連続在位が101年ぶりに途切れたが、金開山が1場所であっさり幕内に復帰して救った事もある。
2001年3月場所7日目に幕内の相撲で右膝の関節を捻挫し、途中休場を余儀なくされた。復帰しても思うような相撲が取れず、幕下に陥落した。幕下中位で低迷していたが不屈の闘志で復活し、2002年7月場所で幕下優勝。翌9月場所で十両に復帰した。そして、2003年3月場所では2年振りの再入幕を果たし、11月場所には自己最高の前頭6枚目に到達した。
西前頭13枚目で迎えた2004年5月場所は初日から6連勝を飾り、横綱・朝青龍や同じく平幕だった北勝力らとともに優勝争いを演じた。9日目に勝ち越しを決めるものの、10日目以降は千秋楽まで6連敗を喫し8勝7敗に終わった。番付運にも恵まれず、翌7月場所の番付はわずか一枚上の西前頭12枚目に留まった。同場所を最後に幕内から遠ざかり、十両に陥落した。
2005年7月場所では西十両10枚目で5勝10敗と大きく負け越して幕下に陥落し、十両復帰を目指していたが2006年5月場所限りで引退（その場所は初日だけは出場し黒星）、準年寄に就任した。同年9月2日には両国国技館の本土俵で断髪式を行った。準年寄任期満了直前の2007年5月場所中に年寄・関ノ戸を襲名した。その後、稲川、千田川、田子ノ浦、岩友、三保ヶ関と全て借株で名跡を襲名したが、前師匠（10代出羽海）で15代高崎（元関脇・鷲羽山）の定年退職に伴い、年寄・高崎を取得し襲名した。親方として出羽海部屋では事務などの作業に従事している。

## エピソード
- 舞の海を実の兄のように慕っており、付け人時代には舞の海が負傷した時に背負って医務室に連れて行ったこともある。
- 幕内と十両を往復していた間には、十両では無類の強さを誇り「十両横綱」の異名がついた。
- 須磨ノ富士が十両昇進の最多記録を塗り替えた時には、自身の幕内と十両を往復した経験から、「幕内と十両では、それほど待遇は変わらないが、十両と幕下ではまったく待遇が違う。その中で、7度も十両に返り咲くことはなかなか出来ることではない」とコメントしている。
- 大碇とライバル？だったのか対戦する機会が多かった。
- 朝青龍の幕内昇進後、初めて朝青龍に勝った力士である。白鵬についても同様であり、白鵬の横綱昇進により両横綱に幕内初黒星をつけたことになる。以降引退まで白鵬とは対戦がなかったため白鵬に勝ち越したまま引退した初の力士となった。
- 横綱・朝青龍の黄金色の締め込みが話題になったが、金開山も2005年7月場所の1場所だけ黄金色の締め込みを締めて土俵に上がっている。しかし、成績は序盤から黒星が先行し、翌場所には幕下に陥落してしまった。この頃は現役終盤期であり「衰えに負けないでほしい」という後援者の意図でこのような締め込みが贈呈されたが、結果的にこれが最後の関取在位となる皮肉な目に遭った。
- 相撲解説で有名な玉の海梅吉の記念碑が長崎県大村市に建立された際、同地出身者として、この金開山（年寄名が、関ノ戸→稲川の頃）が、地元と相撲協会との調整役になっていたとも伝わる。
- 九州出身で11月場所がご当所だったのだが、中々幕内で迎える事が出来なかった（ご当所の11月場所を幕内で迎えられたのは2003年の1度だけ）。1998年9月場所では、東十両筆頭で8勝7敗と勝ち越しながらも、幕内から十両降格する力士が琴稲妻1人しかおらず、西十両筆頭で9勝6敗、かつ初日の対戦で金開山に勝っていた大碇の新十両昇進が優先され、11月場所では東十両筆頭き据え置きとなった。東十両筆頭で8勝を挙げた力士の幕内昇進が見送られたのは、2023年時点でこの時の金開山が最後となっている。なお11月場所も9月と同じ8勝7敗だったものの、幕内から3人十両降格となったこともあり、1999年1月場所では幕内昇進となった。1999年、2000年ともに9月場所を幕内で迎えながらも負け越し、11月場所は十両に陥落、2004年9月は十両筆頭ながら大きく負け越し、こちらも11月場所の幕内在位を逃している。
- 2003年3月場所、8日目の武雄山との取り組みで場内マイクが故障し、代わりのマイクを取りに行くまで勝ち名乗りを延々待たされてしまった（差し違えで武雄山の勝ちに）。
- 2013年11月場所2日目の十両の中継では「息が漏れて立ち合いの圧力が下がるので、仕切りの際に声を上げるのは良くない」と意見を述べた。
- 2018年7月場所に御嶽海が優勝しているが、高安に負けた12日目は高崎に所用があって「スペシャルちゃんこ」をつくることが出来なかったという[5][6]。2020年3月場所は無観客、そして力士たちは会場入り後は外出禁止となり、出前・差し入れも禁止されたため、力士たちは手作り弁当を持参していた。各部屋には料理の腕利きがいるが、出羽海部屋の弁当は高崎が作っており[7][8][9]、御嶽海に作ったキャラ弁なども話題になった[10][11][12]。その後、相撲協会の公式Youtubeチャンネルで力士たちと部屋のちゃんこを作る姿が「高崎親方の料理の鉄人」として配信されている[13][14]。

## 主な成績
- 通算成績：466勝448敗35休 勝率.510
- 幕内成績：102勝146敗7休 勝率.411
- 現役在位：90場所
- 幕内在位：17場所
- 各段優勝
  - 十両優勝：3回（1998年1月場所、1999年11月場所、2000年11月場所）
  - 幕下優勝：1回（2002年7月場所）

### 場所別成 績
| | 一月場所 初場所（東京） | 三月場所 春場所（大阪） | 五月場所 夏場所（東京） | 七月場所 名古屋場所（愛知） | 九月場所 秋場所（東京） | 十一月場所 九州場所（福岡） |
| --- | ----------------------- | ----------------------- | ----------------------- | --------------------------- | ----------------------- | --------------------------- |
| 1991年 （平成3年） | x                       | （前相撲）              | 東序ノ口14枚目 4–3      | 東序二段114枚目 4–3         | 西序二段83枚目 3–4      | 西序二段96枚目 4–3          |
| 1992年 （平成4年） | 西序二段70枚目 3–4      | 東序二段89枚目 5–2      | 東序二段47枚目 4–3      | 東序二段22枚目 2–5          | 東序二段57枚目 6–1      | 西三段目94枚目 5–2          |
| 1993年 （平成5年） | 東三段目57枚目 2–5      | 西三段目86枚目 3–4      | 西序二段4枚目 5–2       | 東三段目67枚目 6–1          | 東三段目17枚目 4–3      | 西三段目4枚目 2–5           |
| 1994年 （平成6年） | 西三段目28枚目 3–4      | 東三段目45枚目 3–4      | 東三段目65枚目 6–1      | 東三段目15枚目 4–3          | 東三段目2枚目 3–4       | 東三段目20枚目 4–3          |
| 1995年 （平成7年） | 東三段目8枚目 2–5       | 東三段目31枚目 6–1      | 東幕下52枚目 4–3        | 東幕下42枚目 4–3            | 西幕下34枚目 1–6        | 西幕下55枚目 6–1            |
| 1996年 （平成8年） | 東幕下28枚目 2–5        | 西幕下50枚目 3–4        | 西三段目8枚目 3–4       | 東三段目24枚目 5–2          | 西幕下56枚目 3–4        | 東三段目10枚目 6–1          |
| 1997年 （平成9年） | 東幕下39枚目 4–3        | 西幕下29枚目 4–3        | 西幕下21枚目 4–3        | 西幕下15枚目 6–1            | 東幕下5枚目 4–3         | 西幕下3枚目 4–3             |
| 1998年 （平成10年） | 西十両13枚目 優勝 12–3  | 西十両3枚目 9–6         | 東十両2枚目 9–6         | 東前頭15枚目 7–8            | 東十両筆頭 8–7          | 東十両筆頭 8–7              |
| 1999年 （平成11年） | 西前頭14枚目 4–11       | 東十両3枚目 6–9         | 西十両5枚目 10–5        | 東十両2枚目 優勝 10–5       | 東前頭13枚目 6–9        | 東十両筆頭 10–5             |
| 2000年 （平成12年） | 東前頭14枚目 6–9        | 西十両2枚目 10–5        | 西前頭10枚目 5–10       | 西前頭14枚目 8–7            | 東前頭13枚目 5–10       | 西十両筆頭 優勝 12–3        |
| 2001年 （平成13年） | 東前頭11枚目 6–9        | 東前頭13枚目 3–5–7      | 西十両6枚目 休場 0–0–15 | 西十両6枚目 2–13            | 西幕下4枚目 4–3         | 東幕下3枚目 3–4             |
| 2002年 （平成14年） | 西幕下7枚目 休場 0–0–7  | 西幕下7枚目 3–4         | 西幕下11枚目 5–2        | 東幕下4枚目 優勝 6–1        | 西十両10枚目 11–4       | 西十両4枚目 8–7             |
| 2003年 （平成15年） | 東十両筆頭 9–6          | 東前頭12枚目 5–10       | 東十両2枚目 8–7         | 西前頭15枚目 9–6            | 東前頭9枚目 8–7         | 東前頭6枚目 6–9             |
| 2004年 （平成16年） | 西前頭9枚目 8–7         | 西前頭7枚目 4–11        | 西前頭13枚目 8–7        | 西前頭12枚目 4–11           | 東十両筆頭 4–11         | 西十両7枚目 8–7             |
| 2005年 （平成17年） | 西十両5枚目 6–9         | 西十両7枚目 6–9         | 西十両9枚目 7–8         | 西十両10枚目 5–10           | 西幕下筆頭 3–4          | 東幕下5枚目 4–3             |
| 2006年 （平成18年） | 西幕下筆頭 2–5          | 東幕下8枚目 3–4         | 東幕下13枚目 引退 0–1–6 | x                           | x                       | x                           |
| 各欄の数字は、「勝ち-負け-休場」を示す。 優勝 引退 休場 十両 幕下 三賞：敢=敢闘賞、殊=殊勲賞、技=技能賞 その他：★=金星 番付階級：幕内 - 十両 - 幕下 - 三段目 - 序二段 - 序ノ口 幕内序列：横綱 - 大関 - 関脇 - 小結 - 前頭（「#数字」は各位内の序列） |                         |                         |                         |                             |                         |                             |

### 幕内対戦成績
| 力士名   | 勝数 | 負数 | 力士名   | 勝数 | 負数 | 力士名 | 勝数 | 負数 | 力士名   | 勝数 | 負数 |
| -------- | ---- | ---- | -------- | ---- | ---- | ------ | ---- | ---- | -------- | ---- | ---- |
| 蒼樹山   | 1    | 2    | 安芸乃島 | 2    | 0    | 朝青龍 | 1    | 0    | 朝赤龍   | 2    | 3    |
| 朝乃翔   | 0    | 3    | 朝乃若   | 0    | 5    | 旭豊   | 0    | 1    | 安美錦   | 3    | 5    |
| 岩木山   | 0    | 4    | 潮丸     | 2    | 0    | 皇司   | 5    | 3    | 大碇     | 1    | 0    |
| 大日ノ出 | 2    | 0    | 海鵬     | 5    | 3    | 垣添   | 1    | 2    | 春日王   | 1    | 2    |
| 春日錦   | 2    | 3    | 巌雄     | 1    | 0    | 北桜   | 1    | 0    | 旭鷲山   | 2    | 8    |
| 旭天鵬   | 1    | 5    | 光法     | 1    | 0    | 五城楼 | 0    | 2    | 黒海     | 1    | 0    |
| 琴稲妻   | 1    | 0    | 琴ノ若   | 1    | 2    | 琴光喜 | 1    | 3    | 琴龍     | 0    | 4    |
| 敷島     | 1    | 1    | 霜鳳     | 1    | 1    | 十文字 | 3    | 4    | 戦闘竜   | 0    | 2    |
| 大至     | 0    | 1    | 大善     | 2    | 0    | 貴闘力 | 1    | 1    | 隆の鶴   | 1    | 0    |
| 貴ノ浪   | 3    | 1    | 隆乃若   | 1    | 3    | 高見盛 | 1    | 2    | 豪風     | 2    | 2    |
| 玉春日   | 1    | 2    | 玉乃島   | 0    | 3    | 玉力道 | 2    | 0    | 千代天山 | 1    | 2    |
| 出島     | 0    | 1    | 寺尾     | 3    | 1    | 闘牙   | 2    | 4    | 時津海   | 3    | 8    |
| 時天空   | 0    | 1    | 土佐ノ海 | 2    | 0    | 栃栄   | 3    | 2    | 栃乃洋   | 1    | 3    |
| 栃乃花   | 1    | 2    | 栃乃和歌 | 1    | 0    | 豊桜   | 0    | 2    | 白鵬     | 1    | 0    |
| 濱ノ嶋   | 0    | 6(1) | 追風海   | 2    | 1    | 春ノ山 | 1    | 0    | 肥後ノ海 | 1    | 5    |
| 武雄山   | 0    | 3    | 北勝力   | 1    | 2    | 水戸泉 | 2    | 0    | 湊富士   | 3    | 3    |
| 雅山     | 0    | 2    | 燁司     | 1    | 1    | 若光翔 | 1    | 0    | 若兎馬   | 3    | 0    |
| 若の里   | 1    | 0    | 和歌乃山 | 2    | 1    |        |      |      |          |      |      |

## 改名歴
- 金の海 龍（かねのうみ りゅう）1991年3月場所~1996年5月場所
- 金開山 龍（きんかいやま りゅう）1996年7月場所~2006年5月場所

## 年寄変遷
- 金開山 龍水（きんかいやま りゅうすい）2006年5月21日-2007年5月18日（準年寄）
- 関ノ戸 龍水（せきのと-）2007年5月18日-2008年9月28日
- 稲川 龍水（いながわ-）2008年9月28日-2011年4月26日
- 千田川 龍水（せんだがわ-）2011年4月26日-2012年4月12日
- 田子ノ浦 龍水（たごのうら-）2012年4月12日-2013年4月9日
- 岩友 龍水（いわとも-）2013年4月9日-2013年12月17日
- 三保ヶ関 龍水（みほがせき-）2013年12月17日-2014年4月2日
- 高崎 龍水（たかさき-）2014年4月2日-